# لئونید اسپیرین
لئونید آسپیرین (روسی: Леонид Васильевич Спирин؛ ۲۱ ژوئن ۱۹۳۲ – ۲۳ فوریهٔ ۱۹۸۲) دونده پیاده‌روی سرعت اهل اتحاد جماهیر شوروی سوسیالیستی بود.